# Абай (Алматинська область)
Аба́й (каз. Абай) — село у складі Карасайського району Алматинської області Казахстану. Входить до складу Райимбецького сільського округу.
Населення — 8287 осіб (2021; 10439 у 2009, 4492 у 1999, 3944 у 1989).